# Barichneumonites scutilus
Barichneumonites scutilus là một loài tò vò trong họ Ichneumonidae.